# Јагодина блек хорнетси
Јагодина блек хорнетси је клуб америчког фудбала из Јагодине у Србији. Основани су 2013. године. Такмиче се тренутно у Прва лига Србије у америчком фудбалу, Флег лиги Србије, Јуниорској лиги Србије, Пионирској лиги Србије и Кадетској лиги Србије.

## Историја

#### Почеци
Клуб је настао 20. јула 2013. године, када су се бивши играчи јагодинских Келта и искрени заљубљеници у овај спорт састали и основали један озбиљан спортски колектив. Играчи, који су већ поседовали вишегодишње искуство у овом спорту, одлучили су да се њихов основни циљ заснива на раду са млађим категоријама. Стеван Васић, Бранко Ђуришић, Срђан Шишмановић, Стефан Милутиновић, Милош Станојловић, Милан Станојловић и остали чланови скупштине клуба свакодневно су вишечасовним улагањем и трудом успели да окупе око себе огроман број млађих чланова. У Јагодини се убрзо чуло за успехе. Почела је нова епоха америчког фудбала у Јагодини, која за свој кратак период постојања већ броји неколико златних медаља. Такође, клуб је за овако кратак период имао већ неколико играча у редовима репрезентације Србије. За флег репрезентацију наступао је Давид Јевремовић који је био и најбољи играч репрезентације. За јуниорски тим на Квалификацијама за Европско првенство у Француској 2015. године, наступали су Богдан Павловић, Давид Јевремовић и Марко Илић. Прваци Балкана са јуниорском репрезентацијом Србије били Давид Јевремовић, Богдан Павловић, Дејан Срећковић и Александар Миленковић, а у категорији пионира Стефан Михајловић И Вања Радивојевић.

#### 2017. година
Од 2017. године клуб почиње да задовољава највише спортске критеријуме, најпре довођењем првог иностраног појачања, квотербека Рајана Пахоса, затим и четворице бугарских интернационалаца: Богданов, Филчев, Ташчев и Штерионов. Почетком маја месеца клубу се прикључује и репрезентативац Велике Британије Самјуел Огунлана.
На квалификацијама за Европско првенство за јуниоре које одржало у Београду, наступали су: Давид Јевремовић, Страхиња Јевремовић, Богдан Павловић, Дејан Срећковић и Александар Миленковић.
Од 2018. године, јагодински "Црни Стршљени" ће се такмичити у Првој лиги Србије.
За најбоље појединце Друге лиге Србије за 2018. годину изгласани су Богдан Павловић (најбољи хватач), Рајан Пахос (најбољи страни играч) и Андреја Живковић (најбољи тренер).
У децембру 2017. године били су организатори финала Јуниорске лиге Србије, где смо победили екипу "Индиајнс" Инђија резултатом 12:6. За најбољег играча у Србији, када су у питању јуниори, изабран је Дејан Срећковић.

#### 2018. година
У 2018. годину улазе као 6. тим у земљи, када је у питању рангирање. Прва појачања сениорског тима су двојац из Ниша, Ринчић и Коковић, као и шесторица бугарских играча, али и двојица америчких играча, Ентони Ретлиф и Остин Стубс. Након два одиграна кола, екипи се прикључују и двојица Португалаца, Афонсо Фариа и Жардел Андраде. Регуларни део сезоне завршили су као 4. тим у земљи, а у разигравању су поражени од стране београдских "Плавих змајева".
Омладинска такмичења прошла су одлично: Шампиони Пионирске флег лиге Србије и Јуниорске лиге Србије као и трофеја "Стеван Милетић", Вицешампиони Кадетске лиге Србије и Трофеја Београда. Дејан Срећковић поново МВП Јуниорске лиге Србије.

#### 2019. година
Нову сезону популарни "Стршљени" почињу појачани за нове импорт играче, у питању су Кристофер Поуп на позицији квотербека и Кертис Бент на позицији лајнбекера. Након не тако успешне сезоне у Првој лиги Србије, коју Стршљени завршавају тесним поразима и једном победом, апсолутна пажња окреће се на омладинске селекције које бележе успехе. Такође, на првом кампу репрезентације Србије клуб су представљали Богдан Павловић, Дејан Срећковић, Мартин Богдановић, Филип Ђокић (позајмица из Краљева) и нови члан стручног штаба, Данило Мијушковић. Павловић, Срећковић и Мијушковић се налазе у ужем избору за предстојеће квалификације за Европско првенство, а на вишедневном кампу на Копаонику нашао се и пионир, Тодор Васиљевић, као млада нада америчког фудбала у Србији. У овој години по први пут оформљена је селекција петлића коју чине играчи до 13 година старости - који заузимају 4. место у свом такмичењу.
2020. година
Година од које се највише очекивало доноси нам светску пандемију Ковид19 вируса, те одлука о текл фудбалу бива суспендована до даљњег у складу са мерама Владе РС.

## Успеси
- III место Флег лиге Србије 2014
- II место ЈУТ лиге Србије 2014
- Јуниорска лига 2014, група југ, четврто место у групи
- Освајачи Трофеја Београда 2014
- II место Флег лиге Србије 2015
- Освајачи III лиге Србије 2015 (Југ) и пролаз у виши ранг за наредну годину (Друга лига Србије)[13]
- I место у ЈУТ лиги Србије 2015.
- ПОЛУФИНАЛЕ Јуниорске лиге Србије 2015.
- II место Кадетска лига Србије 2016.
- ПОЛУФИНАФЛЕ Јуниорске лиге Србије 2016.
- II место Пионирска лига Србије 2016.
- ШАМПИОНИ Друге лиге Србије 2017.[4]
- III место Пионирска лига Србије 2017.
- ШАМПИОНИ Јуниорске лиге Србије 2017.
- ШАМПИОНИ Пионирске флег лиге Србије 2018.[14]
- II место Кадетска лига Србије 2018.
- ШАМПИОНИ Трофеја Ниша 2018.
- ШАМПИОНИ МТ "Стеван Милетић" у Јагодини 2018. за пионире
- ШАМПИОНИ Јуниорске лиге Србије 2018.[15][16][17]
- II место Трофеј Београда 2018.
- II место Пионирска флег лига Србије 2019.[18]
- II место Кадетска лига Србије 2019.
- III место Пионирска лига Србије 2019.
- ПОЛУФИНАФЛЕ Јуниорске лиге Србије 2019.
- III место Трофеј Београда 2019.
- ШАМПИОНИ МТ "Стеван Милетић" у Јагодини 2019. за пионире

## Резултати
Сезона 2015. TLS
1. Јагодина "Black Hornets" - Софиа "Bears" 06:39 L
2. Обреновац "Hawks" - Јагодина "Black Hornets" 08:27 W
3. Софиа "Bears" - Јагодина "Black Hornets" 00:22 W[19]
4. Јагодина "Black Hornets" - Обреновац "Hawks" 47:16 W

Сезона 2016. DLS
1. Вршац "Lions" - Јагодина "Black Hornets" 06:07 W
2. Јагодина "Black Hornets" - Земун "Pirates" 28:00 W[20]
3. Пожаревац "Stallions" - Јагодина "Black Hornets" 28:07 L
4. Јагодина "Black Hornets" - Сомбор "Celtis" 00:27 L
5. Чачак "Angel Warriors" - Јагодина "Black Hornets" 13:14 L
6. Јагодина "Black Hornets" - Кикинда "Mammoths" 13:20 L

Сезона 2017. DLS
1. Чачак "Angel Warriors" - Јагодина "Black Hornets" 06:45 W[21]
2. Бор "Golden Bears" - Јагодина "Black Hornets" 09:18 W[22]
3. Јагодина "Black Hornets" - Нови Сад "Wild Dogs" 45:00 W[23]
4. Кикинда "Mammoths" - Јагодина "Black Hornets" 13:21 W[4]
5. Јагодина "Black Hornets" - Пожаревац "Stallions" 46:07 W[24]

СЕЗОНА 2018. Прва лига Србије
1. Инђија "Indians" - Јагодина "Black Hornets" 38:06 L[25]
2. Јагодина "Black Hornets" - Београд "Blue Dragons" 20:00 W[26][27]
3. Сремска Митровица "Legionars" - Јагодина "Black Hornets" 15:28 W[28][29]
4. Јагодина "Black Hornets" - Бор "Golden Bears" 46:15 W[30]
5. Јагодина "Black Hornets" - Кикинда "Mammoths" 57:00 W[31]
6. Крагујевац "Wild Boars" - Јагодина "Black Hornets" 67:27 L[32]
7. Јагодина "Black Hornets" - Београд "Vukovi" 44:58 L[33]

Play-off game Јагодина "Black Hornets" - Београд "Blue Dragons" 34:36 L
Сезона 2019. Прва лига Србије
1. Крагујевац "Wild Boars" - Јагодина "Black Hornets" 49:22[35] L
2. Инђија "Indians" - Јагодина "Black Hornets" 0:35 службено W
3. Јагодина "Black Hornets" - Нови Сад "Wild Dogs" 6:27[36] L
4. Јагодина "Black Hornets" - Београд "Blue Dragons" 54:60[37] L
5. Јагодина "Black Hornets" - Крагујевац "Wild Boars" 18:48[38] L
6. Београд "Blue Dragons" - Јагодина "Black Hornets" 34:21[39] L
7. Београд "Vukovi" - Јагодина "Black Hornets" 57:6 L

Сезона 2020. Прва лига Србије (тач фудбал због пандемије)
1. Београд "Вукови" - Јагодина "Black Hornets" 66:43 L
2. Јагодина "Black Hornets" - Нови Сад "Wild Dogs" 50:38 W
3. Београд "Blue Dragons" - Јагодина "Black Hornets" 33:60 W
4. Панчево "Банат Булс" - Јагодина "Black Hornets"
5. Јагодина "Black Hornets" - Крагујевац "Wild Dogs"

## Укупан успех
| Сезона | Ранг | Лига              | Регуларни део | Ут. | Поб. | Пор. | Плеј-оф    |
| ------ | ---- | ----------------- | ------------- | --- | ---- | ---- | ---------- |
| 2015.  | 3    | Трећа лига Србије | прво место    | 4   | 3    | 1    | /          |
| 2016.  | 2    | Друга лига Србије | шесто место   | 6   | 2    | 4    | /          |
| 2017.  | 2    | Друга лига Србије | прво место    | 5   | 5    | 0    | /          |
| 2018.  | 1    | Прва лига Србије  | четврто место | 7   | 4    | 3    | 1/4 финале |
| 2019.  | 1    | Прва лига Србије  | пето место    | 7   | 1    | 6    | /          |
| 2021.  | 1    | Прва лига Србије  | шесто место   | 6   | 1    | 5    | /          |

## Функционери клуба

### Први квартал
- Стеван Васић - Председник клуба (јул 2013. - јул 2017.)
- Потпредседници: Стефан Шћепановић (јул 2013. - јул 2014.), Владимир Николић (јул 2014. - фебруар 2016.), Милан Лунић (фебруар 2016. - јул 2016.), Милош Станојловић (јул 2016. - јул 2017.)
- Секретари: Милош Станојловић (јул 2013. - јул 2014.), Стефан Милутиновић (јул 2014. - јул 2017.), Марко Ивановић повремени в.д. секретара у 2017. години
- Спортски директори: Бранко Ђуришић (јул 2013. - јул 2016.), Милан Лунић (јул 2016. - јул 2017.)
- Главни тренери: Бранко Ђуришић (јул 2013. - јул 2016.), Милан Лунић (јул - септембар 2016.), Стефан Милутиновић (септембар 2016. - јануар 2017.), Андреја Живковић (јануар 2017. - тренутно)

### Други квартал
- Милош Станојловић - Председник клуба (јул 2017. - септембар 2020.)
- Милан Станојловић - Председник клуба (септембар 2020. - )
- Потпредседник: Срђан Шишмановић (јул 2017. - тренутно)
- Секретар: Тања Милојевић (јул 2017. - децембар 2018.), Милош Ђорђевић в.д. (јануар 2019. - јун 2019.), Никола Илић в.д. (јун 2019. - септембар 2020.), Милош Станојловић в.д. (септембар 2020. - јануар 2021.)
- Спортски директор: Андреја Живковић (јул 2017. - новембар 2019.), Стефан Милутиновић (децембар 2019. - тренутно)
- Главни тренер: Андреја Живковић (од јануара 2017. - новембар 2019.), Дејан Срећковић (децембар 2019. - тренутно)

## Октобарске награде града Јагодине
- 2017. Давид Јевремовић[40]
- 2018. Богдан Павловић[41]
- 2019. Дејан Срећковић[42]

## Признања клуба
- Признање "Hall of Fame" - награда за животно дело за постигнуте спортске успех- Бранко Ђуришић, 2018. године додељена
- Признање "Стршљен оклопник" - специјална плакета за највредније чланове - Стефан Михајловић (2019.)
- Признање "Златни Стршљен" - награда за животно дело за бивше функционере клуба